# Arta Dobroshi
Arta Dobroshi, kosovko-albanska igralka in filmska producentka, * 2. oktober 1980, Priština, SFRJ.
Dobroshi je prva kosovska igralka, ki se je sprehodila po rdeči preprogi filmskega festivala v Cannesu, mednarodnega filmskega festivala v Berlinu in festivala Sundance ter bila nominirana za evropsko filmsko nagrado. Širšemu občinstvu je postala znana po naslovni vlogi v nagrajenem celovečernem filmu Lornina tišina (2008) Jean-Pierra in Luca Dardenna.

## Življenje
Arta Dobroshi se je rodila in odrasla v Prištini, glavnem mestu Kosova. Kot otrok se je navduševala nad slikarstvom in gledališčem ter bila priča jugoslovanskim vojnam, preden so jo starši pri 15 letih za nekaj mesecev poslali v Albany v New Yorku. Tam se je prvič srečala z igralstvom. Po vrnitvi iz ZDA je Dobroshi eno leto živela v Albaniji z mamo in starejšim bratom, režiserjem. Pri 17 letih se je vrnila v Prištino in štiri leta študirala igro na lokalni umetniški akademiji. Delala je kot gledališka igralka v domačem mestu in v Sarajevu ter nastopala v klasičnih igrah, kot je Sen kresne noči Williama Shakespeara, pa tudi v sodobnejših delih znanih rojakov, kot so Ekrem Kryeziu, Ismail Kadare (Palača sanj), koreograf Gjergi Prevazi (Tranzicioni) in Almir Bukvic (Aristotel v Bagdadu).
Vzporedno s svojim delom v gledališču je Dobroshi igrala v vrsti kratkih filmov, leta 2004 pa je interpretirala pesem Timorja Dhomija za dokumentarni film o pokolih na njenem rodnem Kosovu. Ob finančni podpori staršev se je izogibala televiziji, da bi se uveljavila v albanskem filmu. Leta 2005 je Dobroshi dobila glavno vlogo v igranem filmu Kujtima Çashkuja Magic Eye. V drami igra ob Bujarju Laku kot dekle televizijskega novinarja (igra ga Alban Ukaj), ki podobe družinske tragedije izkorišča v svojo korist. Dobroshi je za vlogo v nagrajeni albansko-nemški koprodukciji leta 2007 prejela posebno nagrado na makedonskem festivalu evropskega filma Cinedays.
Po nastopu v celovečernem filmu The Sadness of Mrs. Snajdrova je sledil njen mednarodni preboj z naslovno vlogo v celovečernem filmu Jean-Pierra in Luca Dardenna z naslovom Lornina tišina (2008). Znana belgijska filmska ustvarjalca sta igralko spoznala prek njenih prejšnjih celovečercev in avdicije v Sarajevu. Čeprav ni govorila francosko, sta ji brata Dardenne zaupala vlogo Lorne, ki sanja, da bi v Liègu odprla svojo okrepčevalnico. Da bi to dosegla, prek kriminalnega posrednika sklene lažno poroko z obubožanim belgijskim džankijem Claudyjem (igra ga Jérémie Renier), da bi postala Belgijka. Vendar je treba na novo pridobljenega moža hitro odstraniti, da bi se Lorna lahko poročila z bogatim Rusom in mu zagotovila državljanstvo, ki ga je pridobila. Dobroshi se je za film dva meseca učila francoskega jezika. Film Lornina tišina je bil premierno prikazan na 61. filmskem festivalu v Cannesu, kjer je bila Dobroshi skupaj z Argentinko Martino Gusmán (Leonera) favoritinja za igralsko nagrado, vendar je izgubila proti Brazilki Sandri Corveloni (Linha de Passe).
Francoski časopis Le Monde jo je opisal kot »novi biser bratov Dardenne«, njeno vlogo pa so soglasno pohvalili tudi drugi mednarodni kritiki. Istega leta je bila Dobroshi za svojo vlogo nominirana v kategoriji najboljše igralke na podelitvi evropskih filmskih nagrad in na podelitvi nagrad združenja filmskih kritikov v Torontu leta 2009.
Leta 2009 je bila poleg Larsa Henrika Gassa in režiserja Khavna de la Cruza imenovana v žirijo sekcije Berlinale Shorts. Od takrat je igrala v različnih filmih in kot producentka sodelovala pri več filmskih projektih. Leta 2016 je nastopila v videospotu za pesem Come Near Me skupine Massive Attack.

## Filmografija
| Leto | Naslov                                                | Vloga    | Opombe |
| ---- | ----------------------------------------------------- | -------- | --- |
| 2022 | You Won't Be Alone                                    | Stamena  | |
| 2020 | Gangs of London                                       | Floriana | TV serija; 8 epizod |
| 2019 | Drita                                                 | Drita    | Tudi izvršna producentka |
| 2018 | Stray                                                 | Grace    | Best Actress Award – Antipodean Film Festival |
| 2016 | Home                                                  |          | Izvršna producentka |
| 2015 | Atis                                                  | Mother   | Tudi producentka |
| 2014 | Gently, Gently                                        | Anna     | |
| 2013 | Mitrovica                                             |          | |
| 2013 | A Cold Day                                            |          | |
| 2012 | Three Worlds (Trois mondes)                           | Vera     | Best Actress Award – TheWIFTS Foundation International Visionary Awards                                                                                        |
| 2012 | Nëna                                                  | Fatmire  | |
| 2011 | Late Bloomers (Trois fois 20 ans)                     | Maya     | |
| 2011 | Baby                                                  | Sara     | Best Actress Award – 24FPS International Short Film Festival                                                                                                   |
| 2008 | Lornina tišina (Le silence de Lorna)                  | Lorna    | Best Actress Nomination – European Film Award Best Actress Nomination – Toronto Film Critics Association Awards Best Actress Nomination – Cannes Film Festival |
| 2007 | Vera                                                  | Vera     | |
| 2006 | The Sadness of Mrs. Snajdrova (Smutek paní Snajdrové) | Ema      | |
| 2005 | Magic Eye (Syri magjik)                               | Viola    | Best Actress Award – Skopje International Film Festival |
| 2002 | Netët e Zullumadhit                                   | Punca    | |